# A Florida Panthers játékosainak listája
Ez a lista tartalmazza az összes játékost, akik legalább egyszer pályára léptek a Florida Panthers színeiben a National Hockey League-ben 1993–1994 óta.

Tartalom: 
| Ábécé szerinti tartalomjegyzék                      |
| --------------------------------------------------- |
| A B C D E F G H I J K L M N O P Q R S T U V W X Y Z |

## A
- Greg Adams,
- Kevyn Adams,
- Bryan Allen,
- Chris Allen,
- Jamie Allison,
- Craig Anderson,
- Peter Andersson,
- Donald Audette,
- Alex Auld,

## B
- Krys Barch,
- Aleksandr Barkov,
- Stu Barnes,
- Doug Barrault,
- Len Barrie,
- Eric Beaudoin,
- Jaroslav Bednář,
- Wade Belak,
- Jesse Bélanger,
- Ed Belfour,
- Brian Benning,
- Niclas Bergfors,
- Christian Berglund,
- Steve Bernier,
- Todd Bertuzzi,
- Mathieu Biron,
- Byron Bitz,
- Eric Boguniecki,
- Dave Bolland,
- David Booth,
- Jay Bouwmeester,
- Brad Boyes,
- Dan Boyle,
- David Brine,
- Paul Brousseau,
- Keith Brown,
- Pavel Bure,
- Valerij Bure,
- Sean Burke,
- Bobby Butler
- Vjacseszlav Butszajev,

## C
- Joe Callahan,
- Gregory Campbell,
- Jim Campbell,
- Eric Cairns,
- Terry Carkner,
- Mike Casselman,
- Dino Ciccarelli,
- Joe Cirella,
- Scott Clemmensen,
- Joey Crabb,
- Matt Cullen,

## D
- Pierre Dagenais,
- Jeff Daniels,
- Jevgenyij Davjodov,
- Gilbert Dionne,
- Gaetan Duchesne,
- Mike Duco
- Dave Duerden,
- Radek Dvořák,

## E
- Dallas Eakins,
- Aaron Ekblad,
- Keaton Ellerby,
- Dan Ellis,
- David Emma,
- Anders Eriksson,

## F
- Brad Ference,
- Craig Ferguson,
- Craig Fisher,
- Tom Fitzgerald,
- Mark Fitzpatrick,
- Wade Flaherty,
- Mike Foligno,

## G
- Dave Gagner,
- Jason Garrison,
- Johan Garpenlöv,
- Martin Gelinas,
- Tom Gilbert,
- Randy Gilhen,
- Matt Gilroy,
- Tanner Glass,
- Rob Globke,
- Olekszandr Hodjnyuk,
- Jan Golubovszkij,
- Scott Gomez,
- Lee Goren,
- Chris Gratton,
- Mike Green,
- Jeff Greenlaw,
- Rocco Grimaldi,
- Per Gustafsson,

## H
- Niklas Hagman,
- Brett Harkins,
- Greg Hawgood,
- Dwayne Hay,
- Jimmy Hayes,
- Bret Hedican,
- Matt Herr,
- Alex Hicks,
- Sean Hill,
- Darcy Hordichuk,
- Nathan Horton,
- Mike Hough,
- Quinton Howden,
- Jody Hull,
- Jani Hurme,
- Kristian Huselius,

## J
- Greg Jacina,
- Richard Jackman,
- John Jakopin,
- Mihail Jakubov,
- Jaromír Jágr,
- Ryan Jardine,
- Magnus Johansson,
- Ryan Johnson,
- Olli Jokinen,
- Jussi Jokinen,
- Ty Jones,
- Ed Jovanovski,
- Dmitrij Juskevics,

## K
- Steven Kampfer,
- Alekszandr Karpovcev,
- Bracken Kearns,
- Trevor Kidd,
- Corban Knight,
- Juraj Kolník,
- Viktor Kozlov,
- Lukáš Krajíček,
- Igor Kravcsuk,
- Kamil Kreps,
- Filip Kuba,
- Bob Kudelski,
- Kristián Kudroč,
- Dmitrij Kuljikov
- Oleg Kvasha,
- Joel Kwiatkowski,

## L
- Igor Larjonov,
- Drew Larman,
- Paul Laus,
- Jamie Leach,
- Patrick Lebeau,
- Scott Levins,
- Andreas Lilja,
- Jamie Linden,
- Bill Lindsay,
- Martin Lojek,
- Andrej Lomakin,
- Dave Lowry,
- Roberto Luongo,

## M
- Craig MacDonald,
- Derek MacKenzie,
- Ivan Majeský,
- Jacob Markström,
- Craig Martin,
- Jon Matsumoto,
- Stephane Matteau,
- Shawn Matthias,
- Kenndal McArdle,
- Brett McLean,
- Kirk McLean,
- Jamie McLennan,
- Grant McNeill,
- Scott Mellanby,
- Eric Messier,
- Stefan Meyer,
- Branislav Mezei,
- Willie Mitchell,
- Randy Moller,
- Steve Montador,
- Al Montoya,
- David Morisset,
- Mike Mottau,
- Kirk Muller,
- Cory Murphy,
- Gord Murphy,

## N
- Václav Nedorost,
- David Nemirovsky,
- Rob Niedermayer,
- Joe Nieuwendyk,
- Marcus Nilson,
- Brad Norton,
- Jeff Norton,
- Ivan Novoseltsev,

## O
- Shane O’Brien
- Lyle Odelein,
- Rostislav Olesz,
- Dylan Olsen,
- Josh Olson,
- Sandis Ozoliņš,

## P
- Mark Parrish,
- Serge Payer,
- Kamil Piroš,
- Brandon Pirri,
- Andrej Podkonický,
- Jason Podollan,
- Václav Prospal,

## R
- Jonathan Racine,
- Greg Rallo,
- Peter Ratchuk,
- Eldon Reddick,
- Michal Řepík,
- Stephane Richer,
- Byron Ritchie,
- Jamie Rivers,
- Gary Roberts,
- Kyle Rossiter,

## S
- Ruszlan Szalej,
- Alexander Salák,
- Mikael Samuelsson,
- Mike Santorelli,
- Dennis Seidenberg,
- Brent Severyn,
- Ray Sheppard,
- Steve Shields,
- Richard Shulmistra,
- Denis Shvidki,
- Mike Sillinger,
- Jonathan Sim,
- Todd Simpson,
- Jack Skille,
- Kārlis Skrastiņš,
- Brian Skrudland,
- Geoff Smith,
- Nick Smith,
- Brad Smyth,
- Greg Smyth,
- Jaroslav Špaček,
- Jānis Sprukts,
- Anthony Stewart,
- Cam Stewart,
- Martin Straka,
- Jozef Stümpel,
- Alexander Sulzer,
- Róbert Švehla,
- Magnus Svensson,
- Szergej Szamszonov,
- Alekszej Szemjonov,
- Mihail Sztalenykov,

## T
- Jeff Taffe
- Nick Tarnasky
- Petr Tatíček,
- Joey Tetarenko,
- José Theodore,
- Tim Thomas,
- Bill Thomas,
- Rocky Thompson,
- Shawn Thornton,
- Scott Timmins,
- Esa Tikkanen,
- Dave Tomlinson,
- Jeff Toms,
- Pavel Trnka,
- Vincent Trocheck

## U
- Igor Ulanov,

## V
- Darren Van Impe,
- Mike Van Ryn,
- John Vanbiesbrouck,
- Herberts Vasiļjevs,
- Mike Vernon,
- Tomáš Vokoun

## W
- Lance Ward,
- Jeff Ware,
- Rhett Warrener,
- Steve Washburn,
- Kevin Weekes,
- Stephen Weiss,
- Noah Welch,
- Chris Wells,
- Ray Whitney,
- Ryan Whitney,
- Dennis Wideman,
- Jason Wiemer,
- Clay Wilson,
- Garrett Wilson,
- Mike Wilson,
- Jesse Winchester,
- Jason Woolley,
- Peter Worrell,

## Y
- Nolan Yonkman,

## Z
- Richard Zedník